# Isao Tomita
Isao Tomita (冨田 勲, Tomita Isao, 22 de l'abril 1932 – 5 del maig 2016), sovint conegut senzillament com a Tomita, fou un compositor de música japonès, considerat com un dels pioners de la música electrònica i música espacial, i com un dels productors més famosos d'arranjaments de sintetitzador analògic. A més de crear treballs nota-a-nota, en Tomita va fer un ús extens de les capacitats de disseny de so del seus instruments, utilitzant sintetitzadors per a crear sons nous per a acompanyar i realçar les seves realitzacions electròniques d'instruments acústics. També fa ús eficaç de seqüenciadors analògics i del Mellotron i inclou temes futuristes i de ciència-ficció, posant així els fonaments de la música synth-pop i el ritmes del trance. Molts dels seus àlbums són adaptacions i versions electròniques de peces de música clàssica famoses, i rebé quatre nomenaments al Grammy pel seu àlbum de 1974 Snowflakes are Dancing.

## Biografia

### 1932-68: Inicis i carrera com a compositor
En Tomita nasqué a Tòquio i passà la seva infància amb lo seu pare a la Xina. Després de tornar-se'n al Japó, va prendre classes particulars d'orquestració i composició, mentre estudiava història de l'art a la Universitat de Keio, Tòquio. Es llicencià en 1955 i es convertí en compositor a temps complet per a televisió, cinema i teatre. Compongué la música temàtica per a l'equip de gimnàstica olímpica japonesa als jocs Olímpics d'Estiu de 1956 a Melbourne, Austràlia.
En 1965, en Tomita compongué el tema de la cançó i la música de sintonia per la sèrie animada de televisió Osamu Tezuka's Jangaru Taitei (L'emperador de la selva), estrenada als Estats Units com a Kimba, el Lleó Blanc (amb un tema diferent, per Bernie Baum, Bill Gegant i Florence Kaye). En 1966 va escriure un poema simfònic sobre la base d'aquesta música amb una animació sincronitzada amb lo poema simfònic publicat l'any 1991. Amb Kunio Miyauchi creà la música per a la sèrie de televisió tokusatsu de ciència-ficció/espionatge/acció Poderós Jack, que s'emeté l'any 1968. El mateix any va ser cofundador del Group TAC.

### 1969-1979: Música electrònica
Als finals del 1960s, en Tomita va recórrer a la música electrònica amb l'ímpetu de la feina amb sintetitzadors
de Wendy Carlos i Robert Moog. Adquirí un sintetitzador Moog III i començà la construcció del seu estudi casolà. Al final s'adonà que els sintetitzadors podien utilitzar-se per crear sons completament nous a més d'imitar altres instruments. El seu primer àlbum electrònic fou Electric Samurai: Switched on Rock, editat al Japó en 1972 i als Estats Units en 1974. L'àlbum va presentar interpretacions electròniques de cançons de pop i rock contemporani, utilitzant síntesi de veu al lloc d'una veu humana.
En Tomita aleshores començà arranjant peces impressionistes de Claude Debussy per sintetitzador i, en 1974, publicà l'àlbum Snowflakes are Dancing; esdevingué un èxit a tot el món i va ésser responsable de popularitzar diversos aspectes de programació de sintetitzador. Els continguts de l'àlbum van incloure música ambient, simulacres de corda realista, un intent primerenc de sintetitzar el so d'una orquestra simfònica, xiulets i sons abstractes com campanes, així com una sèrie d'efectes de processament que inclouen reverberació, desplaçament de fase, "flanger" (efecte de so que produeix un so metal·litzat oscil·lant, sobretot en freqüències mitjanes i altes), i modulació d'anell. Versions de l'àlbum quadrifòniques proporcionaren un efecte d'àudio espacial utilitzant quatre altaveus. Una consecució particularment significativa va ésser el seu so polifònic, creat abans de l'era dels sintetitzadors polifònics. En Tomita va crear la polifonia de l'àlbum tal com Carlos havia fet abans que ell, amb l'ús de enregistrament multipista, enregistrant cada veu d'una peça alhora, en una pista de cinta separada, i després barrejant el resultat en estèreo o quad. Va dur 14 mesos produir l'àlbum.
En els seus àlbums primerencs, en Tomita també va fer un ús eficaç dels
seqüenciadors analògics, que va utilitzar per a canvis repetits de tonalitats, filtres o efectes. Els sons modulars de xiulets humans d'en Tomita també es copiaven en els programes d'instruments electrònics posteriors. La seva versió d'"Arabesque No. 1" va ésser més tard utilitzada com a sintonia de la sèrie televisiva d'astronomia Jack Horkheimer: Star Gazer (originalment titulada Star Hustler) vista a la majoria d'estacions de PBS; al Japó, parts de la seva versió de "Rêverie" van ser utilitzades per l'obertura i tancament de les transmissions de la televisió Fuji TV; a Catalunya, "Arabesque No. 1" també es va utilitzar com a sintonia del programa de televisió infantil Planeta Imaginari.
Seguint l'èxit de Snowflakes are Dancing, n Tomita publicà diversos àlbums temàtics "clàssics", incloent-hi els arranjaments de: Ígor Stravinski L'ocell de foc, Modest Mússorgski Quadres d'una exposició, i Gustav Holst Els planetes. Holst: Els Planetes va presentar un "tema espacial" de ciència-ficció. Aquest àlbum va provocar polèmica en el seu llançament, ja que Imogen Holst, filla de Gustav Holst, negà el permís perquè el treball del seu pare s'interpretés d'aquesta manera. L'àlbum va ser retirat i és, en conseqüència, rar en la seva forma original de vinil.
Mentre treballava en els seus àlbums de sintetitzador clàssics, en Tomita també va compondre nombroses partitures per a televisió i pel·lícules japoneses, incloent la sèrie televisiva Zatoichi, dos pel·lícules de característiques Zatoichi, la sèrie televisiva Oshi Samurai (Samurai Mut) i la sèrie de televisió i la pel·lícula distòpica Toho, Catàstrofe 1999, Les Profecies de Nostradamus (títol dels EUA: Last Days of Planet Earth) en 1974. Aquest últim combina execucions de sintetitzador amb instruments de pop-rock i orquestra. S'han publicat qualques altres partitures parcials i completes del període en LP i més tard en CD en transcórrer els anys, al Japó. Tot i que no són bootlegs, almenys alguns d'aquests llançaments van ser emesos per productores de cinema i televisió sense l'aprovació artística d'en Tomita.

### 1980-2000: Concerts de Núvol de So
En 1984, Tomita va publicar Canon of the Three Stars, que incloïa peces clàssiques canviades de nom per objectes astronòmics. Per exemple, la peça del títol és la seva versió de Cànon en Fa Major de Pachelbel. Es va acreditar amb "The Plasma Symphony Orchestra", que era un procés de sintetitzador informàtic que utilitzava les formes d'ones d'emanacions electromagnètiques de diverses estrelles i constel·lacions per a les textures sonores d'aquest àlbum.
En Tomita va realitzar diversos concerts a l'aire lliure "soundcloud", amb altaveus que envoltaven el públic en un "núvol de so". Donà un gran concert en 1984 en la reunió anual de música contemporània del festival Ars Electronica de Linz, Àustria anomenat Ment de l'Univers, barrejant pistes en directe en una piràmide de vidre suspesa damunt d'un públic de 80.000 persones. Es va realitzar un altre concert a Nova York dos anys més tard per a celebrar el centenari de l'Estàtua de la Llibertat (Tornada a la Terra), com també a Sydney l'any 1988 per al bicentenari d'Austràlia. L'actuació a Austràlia va ser part dels 7 milions de dòlars de regal del Japó a Nova Gal·les del Sud, que incloïa el més gran castell de focs artificials mai vist fins a aquell moment: sis sistemes de so i il·luminació fixos -un d'aquests dins una barcassa amarrada al centre d'una badia, l'altre a l'aire dut per un helicòpter chinook- per les parts rellevants de l'espectacle, inclosos tambors de foc kabuki, passant diverses vegades. El seu últim esdeveniment de núvol de so fou a Nagoya, Japó, el 1997, amb presentacions d'actuacions de convidats com The Manhattan Transfer, Ray Charles, Dionne Warwick, i Rick Wakeman.
A finals dels 1990s, va compondre una fantasia simfònica per orquestra i sintetitzador titulada El Conte de Genji, inspirada en la vella història japonesa epònima. Va ésser executada per orquestres simfòniques de Tòquio, Los Angeles, i Londres. Una versió en CD del concert en viu va ser llançada en 1999 seguida per una versió d'estudi en 2000.

### 2001–2016: Darrers anys
L'adveniment del format d'àudio DVD va permetre en Tomita anar més enllà amb els seus interessos en àudio multicanal amb llançaments de treballs revisió dels The Tale of Genji Symphonic Fantasy i The Tomita Planets 2003. També va fer una versió de Claude Debussy Clair de Lune per a la banda sonora d'Ocean's 13 en 2007.
En 2015, una sèrie de composicions de Snowflakes are Dancing van aparèixer a la banda sonora de Heaven Knows What, una pel·lícula nord-Americana dirigida per els germans Safdie. El mateix any, com a reconeixement de la seva llarga trajectòria i influència en la música electrònica, en Tomita va guanyar el Premi de la Fundació Japó, un premi llançat "per a honorar aquelles persones o organitzacions que han fet una contribució significativa per a promoure la comprensió i l'amistat entre el Japó i la resta del món a través d'activitats acadèmiques, artístiques i altres activitats culturals".

### Mort
Després de patir malalties del cor durant molts anys, en Tomita va morir d'insuficiència cardíaca a Tòquio, el 5 del maig de 2016.

## Discografia

### Àlbums d'estudi
- Switched on Rock (1972)
- Snowflakes Are Dancing (1974)
- Pictures at an Exhibition (1975)
- Firebird (1976)
- The Planets (1976)
- The Bermuda Triangle (1978)
- Kosmos (1978)
- Daphnis et Chloé, també conegut com a Bolero i The Ravel Album (1979)[9]
- Grand Canyon (1982)
- Dawn Chorus (1984)
- Misty Kid of Wind (1989)
- Storm from the East (1992)
- Shin Nihon Kikou (1994)
- Nasca Fantasy (1994)
- Bach Fantasy (1996)
- 21 seiki e no densetsushi Shigeo Nagashima (2000)
- The Planets 2003 (2003)
- Planet Zero (2011)
- Symphony Ihatov (2013)
- Space Fantasy (2015)

### Àlbums en directe
- The Mind of the Universe - Live at Linz (1985)
- Back to the Earth - Live in New York (1988)
- Hansel und Gretel (1993)
- The Tale of Genji (1999)

### Àlbums recopilatoris
- Sound Creature (1977)
- Greatest Hits (1979)
- A Voyage Through His Greatest Hits, Vol. 2 (1981)[10]
- Best of Tomita (1984)
- Space Walk - Impressions of an Astronaut (1984)
- Tomita on NHK (2003)
- Tomita Different Dimensions (1997)

### Bandes sonores
- Kimba the White Lion (1966)
- Prophecies of Nostradamus (1974)
- School (1993)
- First Emperor (1994)
- Gakko II (1996)
- Jungle Emperor Leo (1997)
- Sennen no Koi Story of Genji (2001)
- Tokyo Disney Sea Aquasphere Theme Music (2002)
- The Twilight Samurai (2002)
- The Hidden Blade (2004)
- Black Jack (2005)
- Love and Honor (2006)
- Kabei: Our Mother (2008)
- Isao Tomita Tezuka Osamu's Work Selection of Music (2016)[11]